# Henry Palacios
Henry Palacios (Quibdó, Colombia, 5 de diciembre de 1990) es un futbolista colombiano. Juega de mediocampista en Canterbury United en la Premiership de Nueva Zelanda.

## Trayectoria

### Boyacá Chicó
Su debut como profesional lo tuvo en el Torneo Apertura 2008, el cual fue ganado por su club el Boyacá Chicó. No obstante, su primer gol como profesional llegó el 6 de febrero de 2009, luego de marcar en la victoria 1-0 sobre el Atlético Huila.
Luego de una derrota frente al Real Santander, por la Copa Colombia 2010, el jugador es excluido del Boyacá Chicó por bajo rendimiento.
En el 2014, llega como libre al Beijing Guoan de Pekín donde es destacado como el goleador de la temporada en su equipo.
En el 2016 permanece en China pero cambiando de club, fue traspasado al Guangzhou R&F de Cantón, por una suma de 2.500.000 euros. En ese mismo año debido a la poca disponibilidad de partidos tras el nuevo entrenadorDragan Stojkovic, es transferido al recién ascendido Tianjin Quanjian en calidad de cedido.

## Clubes
| Club                      | País           | Año         | Partidos | Goles |
| ------------------------- | -------------- | ----------- | -------- | ----- |
| Boyacá Chicó              | Colombia       | 2008-2010   | 11       | 1     |
| Patriotas                 | Colombia       | 2011        | 38       | 5     |
| Cúcuta Deportivo          | Colombia       | 2012        | 30       | 3     |
| Llaneros F.C.             | Colombia       | 2013        | 37       | 8     |
| Beijing Guoan             | China          | 2014 - 2016 | 32       | 13    |
| Guangzhou R&F             | China          | 2016        | 27       | 6     |
| Tianjin Quanjian (Cesión) | China          | 2017        | 6        | 0     |
| Felda United              | Malasia        | 2017 - 2018 | 33       | 16    |
| Al-Fateh Sports Club      | Arabia Saudita | 2018 - 2019 | 34       | 12    |
| Canterbury United         | Nueva Zelanda  | 2020 -      | 3        | 1     |

## Palmarés

### Campeonatos nacionales
| Título          | Club         | País     | Año  |
| --------------- | ------------ | -------- | ---- |
| Torneo Apertura | Boyacá Chicó | Colombia | 2008 |